# Suazilândia nos Jogos Olímpicos de Verão de 2016
A Suazilândia (atual Essuatíni) é um dos países que competiu nos Jogos Olímpicos de 2016 no Rio de Janeiro, entre 5 e 21 de agosto.

## Atletismo
A Suazilândia teve dois atletas (um masculino e uma feminina) ao abrigo de vagas da Universalidade atribuídas pela IAAF.
Legenda
- Nota – As classificações das provas de pista são apenas dentro da eliminatória em que o atleta competiu.

Pista e estrada
| Atleta             | Prova           | Preliminar | Preliminar    | Quartas de final | Quartas de final | Semifinal   | Semifinal     | Final       | Final         |
| Atleta             | Prova           | Resultado  | Classificação | Resultado        | Classificação    | Resultado   | Classificação | Resultado   | Classificação |
| ------------------ | --------------- | ---------- | ------------- | ---------------- | ---------------- | ----------- | ------------- | ----------- | ------------- |
| Sibusiso Matsenjwa | 200 m masculino | 20.63      | 6             | —                | —                | Não avançou | Não avançou   | Não avançou | Não avançou   |
| Phumlile Ndzinisa  | 100 m feminino  | 12.49      | 5             | Não avançou      | Não avançou      | Não avançou | Não avançou   | Não avançou | Não avançou   |

Legenda
| Recorde mundial      | Recorde mundial (World record)               |                       | Recorde africano                      | Recorde africano (African) |                                           | Q | Classificado por posição (Qualified) |
| Recorde olímpico     | Recorde olímpico (Olympic record)            | Recorde da América    | Recorde da América (Americas)         | q                          | Classificado por melhor tempo (Qualified) |   |                                      |
| Melhor marca do ano  | Melhor marca do ano (World leading)          | Recorde asiático      | Recorde asiático (Asian)              | DNS                        | Não largou (Did not start)                |   |                                      |
| Recorde nacional     | Recorde nacional (National record)           | Recorde europeu       | Recorde europeu (European)            | DNF                        | Não terminou (Did not finish)             |   |                                      |
| Recorde pessoal      | Recorde pessoal do atleta (Personal best)    | Recorde da Oceania    | Recorde da Oceania (Oceania)          | DSQ / DQ                   | Desclassificado (Disqualified)            |   |                                      |
| Recorde da temporada | Recorde da temporada do atleta (Season best) | Recorde sul-americano | Recorde sul-americano (South America) | NM                         | Sem marca (No mark)                       |   |                                      |